# Сім'я Марії
Сім'я Марії — порівняно невелика сім'я астероїдів головного поясу, розташована між орбітами Марса і Юпітера, яка, ймовірно, утворилась в результаті зіткнення двох великих астероїдів з їх подальшим руйнуванням.
Цю сім'ю іноді називають сім'єю Хіраями, на честь японського астронома Хіраями, яий першим помітив її як згущення в росподілі астероїдів за власними елементами орбіт.
Сім'я отримала свою назву на честь астероїда 170 Марія. Вважається, що саме ця сім'я може бути джерелом метеоритів, що складаються із звичайних хондритів групи L.
Астероїди цієї сім'ї розташовуються на наступних орбітах:
|     | ap          | ep    | ip     |
| --- | ----------- | ----- | ------ |
| min | 2,5 a. о.   | 0,077 | 14,3 ° |
| max | 2,625 a. о. | 0,117 | 15,6 ° |

Вже виявлено понад 80 астероїд даної сім'ї. Вони характеризуються відносно високим нахилом орбіти, 15°-17°. Вони рухаються навколо Сонця орбітами з великими півосями, що лежать у діапазоні від 2,5 до 2,625 астрономічних одиниць, що близько до орбітального резонансу з Юпітером 3:1.

## Найбільші астероїди сім'ї
| Ім'я           | Діаметр  | Велика піввісь | Нахил орбіти | Ексцентриситет орбіти | Рік відкриття |
| -------------- | -------- | -------------- | ------------ | --------------------- | ------------- |
| 170 Марія      | 44,3 км  | 2,554 а. о.    | 14,385 °     | 0,063                 | 1877          |
| 472 Рим        | 47,27 км | 2,543 а. о.    | 15,802 °     | 0,095                 | 1901          |
| 575 Рената     | 21,26 км | 2,555 а. о.    | 15,027 °     | 0,127                 | 1905          |
| 616 Еллі       | 18,15 км | 2,553 а. о.    | 14,967 °     | 0,058                 | 1906          |
| 660 Крессентія | 42,24 км | 2,534 а. о.    | 15,219 °     | 0,107                 | 1908          |
| 695 Белла      | 48,18 км | 2,539 а. о.    | 13,852 °     | 0,159                 | 1909          |
| 714 Улула      | 39,18 км | 2,535 а. о.    | 14,271 °     | 0,057                 | 1911          |
| 727 Ніппонія   | 32,17 км | 2,567 а. о.    | 15,060°      | 0,104                 | 1912          |
| 787 Москва     | 27,51 км | 2,539 а. о.    | 14,838 °     | 0,129                 | 1914          |
| 875 Німфе      | 13,75 км | 2,555 а. о.    | 14,568 °     | 0,149                 | 1917          |
| 879 Рікарда    | -        | 2,535 а. о.    | 13,679 °     | 0,154                 | 1917          |
| 897 Лісістрата | 32,17 км | 2,544 а. о.    | 14,333 °     | 0,093                 | 1918          |
| 1996 Адамс     | -        | 2,557 а. о.    | 15,144°      | 0,139                 | 1961          |
| 2865 Лорел     | 14,73 км | 2,560 а. о.    | 14,300°      | 0,072                 | 1935          |